# Список глав манги «Король-шаман»
Король-шаман — манга Хироюки Такэи, публиковавшаяся с 1998 по 2004 год в журнале Weekly Shonen Jump. 285 глав, составляющие 32 танкобона были выпущены издательством Shueisha в период с 3 декабря 1998 по 5 января 2005 года. В результате давления на автора и разочарования им в аниме-адаптации собственной манги, Shaman King остался не завершённым. Только в 2008 году, когда вся серия была перепечатана под новыми обложками и с более качественной прорисовкой, Такеи дописал последние главы. Новая серия, составляющая 300 глав в 27 томах вышла в период с 3 марта 2008 по 3 апреля 2009 года. В США Shaman King также публиковался журналом Shonen Jump, а впоследствии был выпущен издательством Viz Media (с 2003 по 2011 год). В 2011 году манга была лицензирована для издания в России. С 13 мая 2011 по 19 июля 2012 вышло 4 тома.

## Список глав
В списке представлены четыре лицензированных тома и черновой список. По мере выхода новых томов список будет обновляться.

## Том 1-10
| № | Заглавие                                                     | Издание на японском                    | Издание на русском                          |
| --- | ------------------------------------------------------------ | -------------------------------------- | ------------------------------------------- |
| 1 | Танцующий с духами Yūrei to odoru otoko (幽霊と踊る男)       | 3 декабря 1998 ISBN 978-4-08-872644-1  | 13 мая 2011 года ISBN 978-5-699-49550-4     |
| - 1. Танцующий с духами (яп. 幽霊と踊る男 Yūrei to odoru otoko) - 2. Ожидающий самурай (яп. 待つ侍 Matsu samurai) - 3. Незаконченная вывеска (яп. 未看板 Mi kanban) - 4. Боксёрский поединок духов (яп. ソウル・ボクシング! Sōru bokushingu) - 5. Самурай-телохранитель (яп. 侍ボディーガード Samurai bodīgādo) - 6. Еще один шаман (яп. もう一人のシャーマン Mō hitori no shāman) - 7. Шаман против шамана (яп. Shaman×Shaman ) - 8. Стопроцентное единение (яп. 憑依100 Hyōi hyaku) |                                                              |                                        |                                             |
| Учащийся средней школы Манта Оямада встретил на кладбище шамана по имени Йо Асакура, окружённого духами. Пытаясь выяснить о нём побольше, Манта подвергся нападению местной банды во главе с Рю Деревянным Мечом. Йо расквитался с ними, объединившись с духом самурая Амидамару. Асакура и Оямада стали друзьями. Вместе они помогли обрести покой другу Амидамару и создателю легендарного меча Харусамэ — Москэ, после чего Амидамару стал духом-хранителем Йо. Шаман и дух помогли обрести покой маляру, который попал под колёса грузовика и стал злым духом, наставили на истинный путь Тацуси Тобиная — ученика чемпиона по боксу Кэндзи Гусси и спасли из горящего здания нескольких маленьких детей. В итоге они привлекли внимание шамана Рэна Тао и его духа Басона, которые вступили в бой шаманов с Йо и Амидамару.                  |                                                              |                                        |                                             |
| 2 | Шаман-вундеркинд Kanfū masutā (カンフーマスター)             | 4 марта 1999 ISBN 978-4-08-872685-4    | 31 октября 2011 года ISBN 978-5-699-52618-5 |
| - 9. Король-шаман (яп. シャーマンキング Shāman kingu) - 10. Шаман-вундеркинд (яп. おシャマなシャーマン Oshama na shāman) - 11. Жизнь шамана (яп. シャーマンライフ Shāman raifu) - 12. Мастер кунг-фу (яп. カンフーマスター Kanfū masutā) - 13. Марионетка (яп. 屍人形 Shikabane ningyō) - 14. Беги, Манта! (яп. 走れまん太 Hashire Manta) - 15. Пайрон: удар ярости (яп. パイロン怒りの一発 Pairon ikari no ippatsu) - 16. Призывающая духов (яп. クチヨセ Kuchiyose) - 17. Путь даодандо Ли Пайрона (яп. パイロン導弾道への道 Pairon daodandō e no michi) |                                                              |                                        |                                             |
| Победив Рэна Тао и Басона, Йо несколько дней пролежал в больнице без сознания, а очнувшись, встретил свою будущую жену — медиума Анну Кёяму. Он всё лето заставляла шамана заниматься изнурительными тренировками для совершенствования единения с Амидамару. Йо и Манта снова встретились во время нового семестра в средней школе Синра. Вместе с Амидамару и Анной они пошли на фильм «Пайрон: удар ярости», после которого на Йо напала сестра Рэна — даос Дзюн Тао и её хранитель мастер даодандо Ли Пайрон. Йо и Амидмару не могли одолеть Пайрона, не имея подходящего оружия, но Манта отнял у Рю его деревянный меч, с помощью которого шаман и дух одержали победу над Пайроном. Освободившись, он напал на Дзюн Тао, но Йо встал на её защиту и с помощью духа мастера эйдзюкэна Сямона освободил Ли Пайрона от тяготившего его гнева. |                                                              |                                        |                                             |
| 3 | Звезда-предвестница Kaimaku o tsugeru hoshi (開幕を告げる星) | 30 апреля 1999 ISBN 978-4-08-872714-1  | 1 мая 2012 года ISBN 978-5-699-55455-3      |
| - 18. В поисках святой обители (яп. ベスト プレイストレッカー) - 19. Всё началось 600 лет назад... (яп. 因縁の600年 Innen no 600 nen) - 20. Нападение Токагэро (яп. 強襲トカゲロウ Kyōshū Tokagerō) - 21. Весенний дождь (яп. 春に降る雨 Haru ni furu ame) - 22. Наш господин Рю (яп. オレたちの竜さん Oretachi no Ryū-san) - 23. Блюз Токагэро (яп. トカゲロウブルース Tokagerō burūsu) - 24. Единение с Токагэро (яп. 憑依合体トカゲロウ Hyōi gattai Tokagerō) - 25. Благодарность Рю (яп. 竜の恩返し Ryū no ongaeshi) - 26. Звезда-предвестница (яп. 開幕を告げる星 Kaimaku o tsugeru hoshi) |                                                              |                                        |                                             |
| 4 | Новая битва Aitsu no Tōtemu Pōru (あいつのトーテムポール)    | 4 августа 1999 ISBN 978-4-08-872750-9  | 19 июля 2012 года ISBN 978-5-699-57395-0    |
| - 27. Новая битва (яп. 新たなる闘い Aratanaru tatakai) - 28. Стиль Силвы (яп. シルバ·スタイル Shiruba sutairu) - 29. Контроль над духом (яп. ) - 30. Тотемный столб (яп. あいつのトーテムポール Aitsu no tōtemu pōru) - 31. Заполучить мобильный оракул (яп. ゲット ア オラクルベル Getto a orakuru beru) - 32. Наставление Паччи (яп. パッチの教え Patchi no oshie) - 33. Хоро-Хоро (яп. ホロホロ Horohoro) - 34. Сила Короро (яп. コロロの力 Kororo no chikara) - 35. Мечта Хоро-Хоро (яп. 夢がホロホロ Yume ga Horohoro) |                                                              |                                        |                                             |
| 5 | Yō ni tsuite (葉について)                                    | 4 октября 1999 ISBN 978-4-08-872776-9  |                                             |
| - 36. Сильная душа, сильный меч - 37. Решающий удар - 38. Фуро и Хошисора - 39. Повелитель костей - 40. Позволь вскрыть тебе живот - 41. Скелеты-убийцы - 42. Желание доктора - 43. История Йо - 44. Невинные влюблённые |                                                              |                                        |                                             |
| 6 | Otoko futari Izumo tabi (男二人出雲旅)                       | 2 декабря 1999 ISBN 978-4-08-872799-8  |                                             |
| - 45. Любовь Фауста - 46. Храбрость - 47. Конец июня - 48. Путешествие двух людей в Изумо - 49. Теория лучшего места - 50. Адские яйца - 51. Йо - 52. Превращение - 53. Две великие души |                                                              |                                        |                                             |
| 7 | Sōru Mata reien (ソウル摩多霊園)                             | 2 февраля 2000 ISBN 978-4-08-872825-4  |                                             |
| - 54. Девиз - 55. Встреча на кладбище - 56. Беззаботный парень - 57. Душа кладбища - 58. Духовная сила и Сила духа - 59. Я не безрассуден - 60. Причина - 61. Перед церемонией открытия - 62. О Рене - Специальная глава. Песня Фунбари 2000 |                                                              |                                        |                                             |
| 8 | Taoke e no michi (道(タオ)家への道)                          | 4 апреля 2000 ISBN 978-4-08-872848-3   |                                             |
| - 63. Это не «невозможно» - 64. Церемония открытия - 65. Огненная ночь - 66. Вечерняя песня - 67. Последняя сплошная атака духов - 68. Путь к семье Тао - 69. Тао Ен - 70. Надежда - 71. Операция «Спасение Рена» |                                                              |                                        |                                             |
| 9 | Shāman no tabi e (シャーマンの旅へ)                          | 2 июня 2000 ISBN 978-4-08-872872-8     |                                             |
| - 72. Двое мужчин. Одна обычная атака - 73. Возвращение амазонки> - 74. Тао Ен бессмертный - 75. Сверхдуша Дайдоухо - 76. Конец пути Тао - 77. Шаманы в пути - 78. Тот, кто называет себя будущим королём - 79. Авиалиния апачи - 80. Высоко в небе - Специальная глава. Воспоминания Манты |                                                              |                                        |                                             |
| 10 | Horobi no denshō ka (滅びの伝承歌)                           | 4 сентября 2000 ISBN 978-4-08-873010-3 |                                             |
| - 81. Шоссе 66 турбо - 82. Гимн опустошения — 500 лет памяти - 83. Воины прошлого - 84. Куклы Каначи и воины Семиноа - 85. Пламя амбиций - 86. Революция даусинов - 87. Месть Лайсерга - 88. Тоска по Лондону - 89. Человек, носящий тень Хао - Специальная глава. Песня Фунбари Клевер с четырьмя листьями |                                                              |                                        |                                             |

## Том 11-20
| № | Заглавие                                                            | Издание на японском                    | Издание на русском |
| --- | ------------------------------------------------------------------- | -------------------------------------- | ------------------ |
| 11 | Chi to rīzento (血とリーゼント)                                     | 2 ноября 2000 ISBN 978-4-08-873038-7   |                    |
| - 90. Плохие новости от звёзд - 91. Когда механизм смазан - 92. История Хоро Хоро (Часть 1) - 93. История Хоро Хоро (Часть 2) - 94. История Хоро Хоро (Часть 3) - 95. Пять против пяти в Месса Велдеве - 96. Укус и кровь - 97. Благодаря хорошему укусу - 98. Движение печали          |                                                                     |                                        |                    |
| 12 | Okami kōrin (おかみ降臨)                                            | 22 декабря 2000 ISBN 978-4-08-873063-9 |                    |
| - 99. Ужасная легенда о проткнутых - 100. 100 призраков на ночной прогулке - 101. Быть упорным - 102. Быть очень упорным - 103. Оружие Ангела - 104. Приговор с улыбкой - 105. Жена прилетела - 106. Невестка семьи Асакура - 107. Билл возвращает долг                                 |                                                                     |                                        |                    |
| 13 | L to F no yukue (LとFの行方)                                        | 2 марта 2001 ISBN 978-4-08-873085-1    |                    |
| - 108. 5,6 миллиардов лет истории - 109. Дни в деревне участников - 110. Моя новая команда - 111. Судьба Л и Ф - 112. В Токио - 113. Битвы - 114. Чёрный ягуар - 115. Пейоте и человек - 116. Рождество Чоколава                                                                        |                                                                     |                                        |                    |
| 14 | Gōmon hime namaiki aian meiden (拷問姫〜なまいきアイアンメイデン〜) | 4 июня 2001 ISBN 978-4-08-873125-4     |                    |
| - 117. Старик по имени Орона - 118. Дыхание смеха - 119. Вызов 2 - 120. Гостиница в комнате смеха - 121. Правосудие Х - 122. Но ведь это нечестно - 123. Преступление и Х (наказание) - 124. Закон и девочка - 125. Принцесса пыток, упрямая Железная Дева                              |                                                                     |                                        |                    |
| 15 | Kita puraido (北プライド)                                           | 4 июля 2001 ISBN 978-4-08-873134-6     |                    |
| - 126. Вперёд Команда Фунбари Онсен - 127. Племя с севера - 128. Воспоминания Амидамару - 129. С тобой я пойду даже на край земли - 130. Мысли Фауста - 131. Жена — Демон - 132. Великолепный Рю - 133. Сила Йо - 134. Удар Дайгокоджин                                                 |                                                                     |                                        |                    |
| 16 | Mago (孫)                                                           | 4 октября 2001 ISBN 978-4-08-873168-1  |                    |
| - 135. Столкновение с Реном - 136. Рай на земле - 137. Сжигание Ангелов - 138. Без чего не может быть правосудия - 139. Дева навсегда - 140. Логика - 141. Он мой… - 142. Мой брат - 143. Внук                                                                                          |                                                                     |                                        |                    |
| 17 | Fumon tonkō (巫門遁甲)                                              | 24 декабря 2001 ISBN 978-4-08-873216-9 |                    |
| - 144. Разрешение на передачу знаний - 145. Ураган Микихисы - 146. Великий полководец - 147. Аскетизм - 148. Праздник с барбекю - 149. Умри — Столкновение - 150. Техника Фумон Тонко - 151. Прощай навсегда - 152. Секрет уровня фурёку                                                |                                                                     |                                        |                    |
| 18 | 甦る仮面                                                            | 4 марта 2002 ISBN 978-4-08-873235-0    |                    |
| - 153. Такого Рена больше нет - 154. Что вы хотите ? - 155. Моё условие - 156. Прости - 157. Спасибо - 158. Emeth - 159. Тысяча татами злобного тануки - 160. Возвращение Маски - 161. Плачущая Маска                                                                                   |                                                                     |                                        |                    |
| 19 | Osorezan Revoir (恐山ル・ヴォワール)                                | 1 мая 2002 ISBN 978-4-08-873274-9      |                    |
| - 162. Пролог - 163. Гора Осорезан. Встреча I - 164. Гора Осорезан. Встреча II - 165. Гора Осорезан. Встреча III - 166. Гора Осорезан. Встреча IV - 167. Гора Осорезан. Встреча V - 168. Гора Осорезан. Встреча VI - 169. Гора Осорезан. Встреча VII - 170. Гора Осорезан. Встреча VIII |                                                                     |                                        |                    |
| 20 | エピローグ                                                          | 4 августа 2002 ISBN 978-4-08-873295-4  |                    |
| - 171. Гора Осорезан. Встреча IX - 172. Гора Осорезан. Встреча X - 173. Гора Осорезан. Встреча XI - 174. Гора Осорезан. Встреча XII - 175. Гора Осорезан. Встреча XIII - 176. Гора Осорезан. Встреча XIV - 177. Эпилог - 178. Эпилог 2 - 179. Эпилог 2. Очищение                        |                                                                     |                                        |                    |

## Том 21-32
| № | Заглавие                    | Издание на японском                   | Издание на русском |
| --- | --------------------------- | ------------------------------------- | ------------------ |
| 21 | エピローグII                | 4 октября 2002 ISBN 978-4-08-873295-4 |                    |
| - 180. Эпилог 2. Поцелуй - 181. Эпилог 3 - 182. Эпилог 3. Глупец - 183. Эпилог 3. Храбрость - 184. Эпилог 3. Король - 185. Эпилог 3. Победа - 186. Эпилог 4 - 187. Эпилог 4. Мальчик - 188. Эпилог 4. Сказка                                                      |                             |                                       |                    |
| 22 | エピローグIII               | 4 декабря 2002 ISBN 978-4-08-873348-7 |                    |
| - 189. Эпилог 5 - 190. Эпилог 5. Третья сила - 191. Эпилог 5. Комедия - 192. Эпилог 5. Другой круг - 193. Эпилог 5. Дыры - 194. Эпилог 5. Встреча - 195. Эпилог 5. Испытание - 196. Эпилог 5. Все здесь 1 - 197. Эпилог 5. Все здесь 2                            |                             |                                       |                    |
| 23 | エピローグIV                | 4 февраля 2003 ISBN 978-4-08-873381-4 |                    |
| - 198. Эпилог 5. Дружба - 199. Эпилог 5. Остановись 1 - 200. Эпилог 5. Остановись 2 - 201. Эпилог 5. Остановись 3 - 202. Эпилог 5. Запретная Финляндия - 203. Эпилог 5. Сила инков - 204. Эпилог 5. У инков - 205. Эпилог 5. Паскаль Аваф - 206. Эпилог 5. Вызов! |                             |                                       |                    |
| 24 | SF                          | 4 апреля 2003 ISBN 978-4-08-873409-5  |                    |
| - 207. Эпилог 5. Ветер смеха - 208. Битва шаманов - 209. Всё сначала - 210. Вернёмся к истокам - 211. Опасность! Командир Марко! - 212. Уничтожить - 213. Да ангел - 214. Учёба окончена - 215. Бесстрашный                                                       |                             |                                       |                    |
| 25 | 要                          | 4 июля 2003 ISBN 978-4-08-873481-1    |                    |
| - 216. План пионеров - 217. Ситуация меняется - 218. Супермашина - 219. Совещание - 220. Абсолютная победа - 221. Надежда умирает последней - 222. Виды Будд - 223. Золотая середина - 224. Не самоуверен                                                         |                             |                                       |                    |
| 26 | Ani no hana (兄の鼻)        | 3 октября 2003 ISBN 978-4-08-873514-6 |                    |
| - 225. Фудо - 226. Дыхание свежести - 227. Рукавицы Нипопо - 228. Представление - 229. Против Magical Princess - 230. Мама - 231. Отсчёт до уничтожения - 232. Космическая военная операция Х - 233. Нос брата                                                    |                             |                                       |                    |
| 27 | Ekizochika (エキゾチカ)     | 4 декабря 2003 ISBN 978-4-08-873533-7 |                    |
| - 234. До встречи в аду - 235. Достопочтимый предок - 236. Это тебе не Бон - 237. Вы ведь не против заупокойной службы - 238. Придерживаться нейтралитета - 239. Серьёзное испытание - В этот том также вошла «Экзотика» части 1 и 2, и «Дневник Экзотики».       |                             |                                       |                    |
| 28 | Ii onna (いい女)            | 4 марта 2004 ISBN 978-4-08-873572-6   |                    |
| - 240. Смирись. Теперь ты в аду - 241. Истинная женщина - 242. Ау, Марко - 243. Несбыточная мечта - 244. Я серьёзно - 245. Я не могу ему проиграть - 246. Воскрешение - 247. Враждебность - 248. Не ангел - Специальная глава. Кимодамэси                         |                             |                                       |                    |
| 29 | Kutabare SF (くたばれSF)    | 30 апреля 2004 ISBN 978-4-08-873594-8 |                    |
| - 249. К чёрту этот турнир шаманов - 250. Куробина - 251. Два листа - 252. Сочувствие - 253. Тот день - 254. Решения - 255. Сила природы - 256. Великие духи и судьба - 257. Неожиданный результат - Специальная глава. История Фунбари — 8 мм плёнка             |                             |                                       |                    |
| 30 | Hi nichijō-san (非日常さん) | 2 июля 2004 ISBN 978-4-08-873627-3    |                    |
| - 258. Необычный парень - 259. Место - 260. Плохая девочка - 261. Мгновения перед смертью - 262. Время Рейхейта - 263. Мастер курса «2 часа», Теруко - 264. Рождение короля - 265. Стиль Силвы 2 - 266. Деревья                                                   |                             |                                       |                    |
| 31 | パッチソング                | 4 октября 2004 ISBN 978-4-08-873659-4 |                    |
| - 267. Намали пустынник - 268. Слабости пустыни - 269. Победить с ограниченным фурёку - 270. После грозы - 271. Тяжёлые врата - 272. Песнь пачей - 273. Чудо, принесённое крыльями ангела - 274. Какая досада… - 275. Вычисление уровня фурёку                    |                             |                                       |                    |
| 32 | Itsuka no shi (いつかの詩)  | 5 января 2005 ISBN 978-4-08-873694-5  |                    |
| - 276. Объявление текущих уровней фурёку - 277. Планетарий - 278. Интервью - 279. Нечто пугающее - 280. Песня про один день из будущего - 281. За всё это время - 282. Бык - 283. В настоящее время - 284. Спокойной ночи - 285. После сна                        |                             |                                       |                    |

## Главы 287—300 и 265, 266
Во время переиздания манги в 2008 году Хироюки Такэи дописал две новые главы между 265-й и 266-й, поэтому весь список глав «съехал» на два пункта. Также автор написал главы 287—300, которые иногда называют 33 томом. Но так как в новом издании в каждом отдельном томе больше глав, чем в томе оригинальной серии, то главы 265 и 266 относятся к 24 тому, 287—291 к 26 тому и 292—300 к последнему, 27 тому. 285 главу оригинала в новом издании автор переместил на 295 место.
| № | Заглавие                   | Издание на японском                   | Издание на русском |
| --- | -------------------------- | ------------------------------------- | ------------------ |
| 24 | シャーマンキング 完全版 24 | 4 февраля 2009 ISBN 978-4-08-874226-7 |                    |
| - 265. Истинная форма зла - 266. Настоящее правосудие |                            |                                       |                    |
| 26 | シャーマンキング 完全版 26 | 4 марта 2009 ISBN 978-4-08-874228-1   |                    |
| - 287. Доброе утро, материк Мю - 288. Участь Дамуко - 289. Невидимые джунгли - 290. Кошки привязываются к одиноким людям - 291. Ненавидь меня, Нихром, иначе тебе не победить меня                                                                                 |                            |                                       |                    |
| 27 | シャーマンキング 完全版 27 | 3 апреля 2009 ISBN 978-4-08-874229-8  |                    |
| - 292. Смелый бобовый стебель - 293. Истинное значение ветра - 294. Последнее испытание битвы шаманов - 295. После сна - 296. Схватка с пачем - 297. Конец Божества. Часть 1 - 298. Конец Божества. Часть 2 - 299. Конец Божества. Часть 3 - 300. Последние слова. |                            |                                       |                    |

## Издания, связанные с мангой
- Спецглава «Забавный ангел купидон Тамао» («Comic Angel Cupid Tamao») — короткая история про Тамао, её духов и Рю.
- Спецглава «Маппа Додзи» («Mappa Douji») — история о детстве Хао.
- Спецглава «Релакс» («Relax») — история о том, как Хао находил своих последователей.
- «Итако Анна» («Itako no Anna») — история об Анне, написанная Такэем ещё до «Shaman King».
- «Песня Фунбари» («Funbari No Uta») — история о том, что случилось через 7 лет после турнира.
- Бонус глава «Змеиные ноги» («Snakes legs») — послетурнирная история.
- Бонус глава «Мир Мики» («The world of Miki») — история о том, как встретились Микихиса и Кейко Асакура.
- «Зеро» («Zero») — пять глав, действие которых происходит до начала турнира шаманов.
- «Ремикс» («Remix») — 16 историй, действие которых происходит до, во время или после турнира.
- «Цветы. Эпоха Ханы» («Flowers») — продолжение основной манги. Главный герой — Хана, сын Йо и Анны. Также потомки Хао — Йохане и Люка Асакура.